# Lars Lungi Sørensen
Lars Lungi Sørensen (født 4. maj 1969) er en dansk tidligere fodboldspiller og tidligere træner, der er træner for Esbjerg fB.

## Spillerkarriere
Han fik sin debut i Superligaen den 26. juli 1999 i en 2-0-sejr hjemme over Odense Boldklub.

## Trænerkarriere
Den 5. december 2016 overtog Lars Lungi Sørensen cheftrænerrollen for Esbjerg fB efter fyringen af Colin Todd. Lungi fik en kontrakt gældende til ultimo december 2017. I hans debutkamp den 11. december 2016 vandt Esbjerg fB 2-0 på udebane over Randers.